# پول (نبراسکا)
پول (به انگلیسی: Poole) یک منطقهٔ مسکونی در ایالات متحده آمریکا است که در نبراسکا واقع شده‌است. پول ۷٫۱ کیلومتر مربع مساحت و ۱۹ نفر جمعیت دارد و ۶۲۱٫۸ متر بالاتر از سطح دریا واقع شده‌است.